# Aysén (tỉnh)
Tỉnh Aysén (tiếng Tây Ban Nha: Provincia de Aysén) là một tỉnh của Chile. Tỉnh có diện tích 46588.8 km2, dân số theo điều tra năm 2002 là 29631 người. Tỉnh lỵ đóng ở Puerto Aysén. Tỉnh có 3 khu tự quản.